# Campionati mondiali di nuoto in vasca corta 2022 - 50 metri dorso femminili
La gara dei 50 metri dorso femminili dei campionati mondiali di nuoto in vasca corta 2022 si è svolta il 15 e 16 dicembre 2022. Al mattino del 15 dicembre si sono svolte le batterie e nella serata le semifinali, mentre la finale si è disputata nella serata del 16 dicembre.

## Podio
| Pos.    | Atleta             | Nazione     |
| ------- | ------------------ | ----------- |
| Oro     | Margaret MacNeil   | Canada      |
| Argento | Claire Curzan      | Stati Uniti |
| Bronzo  | Mollie O'Callaghan | Australia   |

## Record
Prima della manifestazione il record del mondo (RM) e il record dei campionati (RC) erano i seguenti.
|  | 25"27 | Margaret MacNeil | 20 dicembre 2021 Abu Dhabi |
|  | 25"27 | Margaret MacNeil | 20 dicembre 2021 Abu Dhabi |

Durante la competizione è stato migliorato il seguente record:
|  | 45"16 | Margaret MacNeil |

## Risultati

### Batterie
| Pos. | Batteria | Corsia | Atleta                      | Nazionalità                   | Tempo       | Note |
| ---- | -------- | ------ | --------------------------- | ----------------------------- | ----------- | ---- |
| 1    | 7        | 6      | Julie Kepp Jensen           | Danimarca                     | 25"85       | Q    |
| 2    | 6        | 4      | Kylie Masse                 | Canada                        | 25"94       | Q    |
| 3    | 7        | 7      | Mollie O'Callaghan          | Australia                     | 25"99       | Q    |
| 4    | 4        | 5      | Claire Curzan               | Stati Uniti                   | 26"07       | Q    |
| 4    | 6        | 2      | Hanna Rosvall               | Svezia                        | 26"07       | Q    |
| 4    | 7        | 5      | Louise Hansson              | Svezia                        | 26"07       | Q    |
| 7    | 5        | 4      | Kira Toussaint              | Paesi Bassi                   | 26"09       | Q    |
| 7    | 7        | 4      | Margaret MacNeil            | Canada                        | 26"09       | Q    |
| 9    | 7        | 2      | Simona Kubová               | Rep. Ceca                     | 26"17       | Q    |
| 10   | 6        | 6      | Kaylee McKeown              | Australia                     | 26"24       | Q    |
| 11   | 5        | 5      | Maaike de Waard             | Paesi Bassi                   | 26"32       | Q    |
| 12   | 6        | 3      | Wan Letian                  | Cina                          | 26"38       | Q    |
| 13   | 5        | 3      | Silvia Scalia               | Italia                        | 26"40       | Q    |
| 14   | 5        | 6      | Mary-Ambre Moluh            | Francia                       | 26"45       | Q    |
| 15   | 4        | 4      | Erika Brown                 | Stati Uniti                   | 26"50       | Q    |
| 16   | 6        | 5      | Analia Pigrée               | Francia                       | 26"54       | Q    |
| 17   | 6        | 8      | Medi Harris                 | Gran Bretagna                 | 26"68       |      |
| 18   | 4        | 2      | Kim San-ha                  | Corea del Sud                 | 26"70       |      |
| 19   | 6        | 7      | Miki Takahashi              | Giappone                      | 26"77       |      |
| 19   | 7        | 1      | Adela Piskorska             | Polonia                       | 26"77       |      |
| 21   | 7        | 3      | Caroline Pilhatsch          | Austria                       | 26"81       |      |
| 22   | 5        | 7      | Peng Xuwei                  | Cina                          | 26"99       |      |
| 23   | 6        | 1      | Andrea Berrino              | Argentina                     | 27"15       |      |
| 24   | 3        | 6      | Miranda Grana               | Messico                       | 27"17       |      |
| 25   | 5        | 2      | Ingeborg Løyning            | Norvegia                      | 27"20       |      |
| 26   | 4        | 6      | Margherita Panziera         | Italia                        | 27"30       |      |
| 26   | 7        | 8      | Stephanie Au                | Hong Kong                     | 27"30       |      |
| 28   | 5        | 1      | Emma Godwin                 | Nuova Zelanda                 | 27"37       |      |
| 29   | 3        | 7      | Abril Aunchayna             | Uruguay                       | 28"06       |      |
| 29   | 4        | 3      | Alexia Sotomayor            | Perù                          | 28"06       |      |
| 31   | 4        | 1      | Milla Drakopoulos           | Sudafrica                     | 28"08       |      |
| 31   | 5        | 8      | Chloe Isleta                | Filippine                     | 28"08       |      |
| 33   | 4        | 8      | Teresa Ivanová              | Slovacchia                    | 28"29       |      |
| 34   | 3        | 4      | Amani Al-Obaidli            | Bahrein                       | 28"76       |      |
| 35   | 3        | 5      | Donata Katai                | Zimbabwe                      | 28"83       |      |
| 36   | 3        | 3      | Carolina Cermelli           | Panama                        | 29"00       |      |
| 37   | 4        | 7      | Marie Khoury                | Libano                        | 29"35       |      |
| 38   | 2        | 4      | Enkh-Amgalangiin Ariuntamir | Mongolia                      | 29"68       |      |
| 39   | 3        | 2      | Nubia Adjei                 | Ghana                         | 29"96       |      |
| 40   | 3        | 1      | Salome Nikolaishvili        | Georgia                       | 30"11       |      |
| 41   | 2        | 8      | Cheang Weng Lam             | Macao                         | 30"24       |      |
| 42   | 1        | 3      | Idealy Tendrinavalona       | Madagascar                    | 32"19       |      |
| 43   | 2        | 1      | Naya Hughes                 | Botswana                      | 32"20       |      |
| 44   | 2        | 6      | Ria Save                    | Tanzania                      | 32"90       |      |
| 45   | 2        | 2      | Aishath Sausan              | Maldive                       | 33"10       |      |
| 46   | 2        | 3      | Shoko Litulumar             | Isole Marianne Settentrionali | 33"86       |      |
| 47   | 2        | 5      | Noelani Day                 | Tonga                         | 33"92       |      |
| 48   | 2        | 7      | Kayla Hepler                | Isole Marshall                | 33"99       |      |
| 49   | 1        | 5      | Rosha Neupane               | Nepal                         | 35"28       |      |
| 50   | 1        | 4      | Raya Young                  | eSwatini                      | 35"86       |      |
| DNS  | 3        | 8      | Ganga Senavirathne          | Sri Lanka                     | Non partita |      |

### Semifinali
| Pos. | Batteria | Corsia | Atleta             | Nazionalità | Tempo | Note |
| ---- | -------- | ------ | ------------------ | ----------- | ----- | ---- |
| 1    | 1        | 5      | Claire Curzan      | Stati Uniti | 25"60 | Q    |
| 2    | 1        | 6      | Margaret MacNeil   | Canada      | 25"64 | Q    |
| 3    | 2        | 5      | Mollie O'Callaghan | Australia   | 25"69 | Q    |
| 4    | 1        | 4      | Kylie Masse        | Canada      | 25"97 | Q    |
| 5    | 1        | 3      | Louise Hansson     | Svezia      | 25"99 | Q    |
| 6    | 2        | 3      | Hanna Rosvall      | Svezia      | 26"01 | Q    |
| 7    | 2        | 4      | Julie Kepp Jensen  | Danimarca   | 26"02 | Q    |
| 7    | 2        | 7      | Maaike de Waard    | Paesi Bassi | 26"02 | Q    |
| 9    | 1        | 2      | Kaylee McKeown     | Australia   | 26"09 |      |
| 10   | 2        | 6      | Kira Toussaint     | Paesi Bassi | 26"17 |      |
| 11   | 1        | 1      | Analia Pigrée      | Francia     | 26"26 |      |
| 12   | 2        | 2      | Simona Kubová      | Rep. Ceca   | 26"32 |      |
| 13   | 2        | 1      | Silvia Scalia      | Italia      | 26"39 |      |
| 14   | 1        | 7      | Wan Letian         | Cina        | 26"48 |      |
| 15   | 1        | 1      | Mary-Ambre Moluh   | Francia     | 26"54 |      |
| 16   | 2        | 8      | Erika Brown        | Stati Uniti | 26"56 |      |

### Finale
| Pos. | Corsia | Atleta             | Nazionalità | Tempo | Note |
| ---- | ------ | ------------------ | ----------- | ----- | ---- |
|      | 5      | Margaret MacNeil   | Canada      | 25"25 |      |
|      | 4      | Claire Curzan      | Stati Uniti | 25"54 |      |
|      | 3      | Mollie O'Callaghan | Australia   | 25"61 |      |
| 4    | 6      | Kylie Masse        | Canada      | 25"81 |      |
| 5    | 2      | Louise Hansson     | Svezia      | 26"00 |      |
| 6    | 7      | Hanna Rosvall      | Svezia      | 26"05 |      |
| 7    | 1      | Julie Kepp Jensen  | Danimarca   | 26"14 |      |
| 8    | 8      | Maaike de Waard    | Paesi Bassi | 26"16 |      |